# 伊藤博幹
伊藤 博幹（いとう ひろただ、1987年12月5日 - ）は、大阪府出身の元サッカー選手。ポジションはディフェンダー。元U-19日本代表。

## 来歴
ガンバ大阪の下部組織出身。年代別の日本代表に選ばれるなど注目を集める。2006年にガンバ大阪ユースからトップに昇格した6人組（伊藤博幹、安田理大、平井将生、横谷繁、植田龍仁朗、岡本英也）、通称「G6」の一人である。
しかしトップチームではなかなか出場機会を得られず、2008年に横谷と共に愛媛FCに期限付き移籍。しかし愛媛でも出場機会を得ることは出来ず、1年で契約満了により退団、G大阪からも戦力外となる。
その年のシーズンオフに行われたJリーグ合同トライアウトで宮成隆に声をかけられたことをきっかけに、翌年から当時中国リーグに所属していたレノファ山口FCに完全移籍。センターバックとして活躍し、2012年には監督に就任した河村孝から主将に指名された。
2012年シーズンをもって山口を退団して現役引退。引退後は大阪に戻り、2013年秋から大阪府警察学校での研修を経て警察官として大阪府内の交番に勤務している。

## 所属クラブ
ユース経歴
- 1994年 - 1999年 リトルFC
- 2000年 - 2002年 ガンバ大阪ジュニアユース
- 2003年 - 2005年 ガンバ大阪ユース（大阪府立芦間高等学校）

プロ経歴
- 2006年 - 2008年 ガンバ大阪
  - 2008年 愛媛FC（期限付き移籍）
- 2009年 - 2012年 レノファ山口FC

## 個人成績
| 国内大会個人成績 | 国内大会個人成績 | 国内大会個人成績 | 国内大会個人成績 | 国内大会個人成績 | 国内大会個人成績 | 国内大会個人成績 | 国内大会個人成績 | 国内大会個人成績 | 国内大会個人成績 | 国内大会個人成績 | 国内大会個人成績 |
| 年度             | クラブ           | 背番号           | リーグ           | リーグ戦         | リーグ戦         | リーグ杯         | リーグ杯         | オープン杯       | オープン杯       | 期間通算         | 期間通算         |
| 年度             | クラブ           | 背番号           | リーグ           | 出場             | 得点             | 出場             | 得点             | 出場             | 得点             | 出場             | 得点             |
| 日本             | 日本             | 日本             | 日本             | リーグ戦         | リーグ戦         | リーグ杯         | リーグ杯         | 天皇杯           | 天皇杯           | 期間通算         | 期間通算         |
| ---------------- | ---------------- | ---------------- | ---------------- | ---------------- | ---------------- | ---------------- | ---------------- | ---------------- | ---------------- | ---------------- | ---------------- |
| 2006             | G大阪            | 26               | J1               | 0                | 0                | 0                | 0                | 0                | 0                | 0                | 0                |
| 2007             | G大阪            | 26               | J1               | 0                | 0                | 0                | 0                | 0                | 0                | 0                | 0                |
| 2008             | 愛媛             | 26               | J2               | 0                | 0                | -                | -                | 0                | 0                | 0                | 0                |
| 2009             | 山口             | 2                | 中国             | 18               | 1                | -                | -                | 2                | 0                | 20               | 1                |
| 2010             | 山口             | 2                | 中国             | 16               | 4                | -                | -                | 2                | 0                | 18               | 4                |
| 2011             | 山口             | 2                | 中国             | 18               | 3                | -                | -                | 1                | 0                | 19               | 3                |
| 2012             | 山口             | 2                | 中国             |                  |                  | -                | -                | -                | -                |                  |                  |
| 通算             | 日本             | 日本             | J1               | 0                | 0                | 0                | 0                | 0                | 0                | 0                | 0                |
| 通算             | 日本             | 日本             | J2               | 0                | 0                | -                | -                | 0                | 0                | 0                | 0                |
| 通算             | 日本             | 日本             | 中国             | 52               | 8                | -                | -                | 5                | 0                | 57               | 8                |
| 総通算           | 総通算           | 総通算           | 総通算           | 52               | 8                | 0                | 0                | 5                | 0                | 57               | 8                |

## 代表歴
- U-15日本代表
- U-16日本代表
- U-17日本代表
- U-18日本代表
- U-19日本代表

## タイトル

### クラブ
ガンバ大阪
- ナビスコカップ：1回 (2007年)
- ゼロックススーパーカップ：1回 (2007年)

## 参考資料
『レノファ山口観戦ガイドブック2015』エフエム山口、2015年3月15日。ISBN 978-4-908199-02-8。